# 더그 바샴
더그 바샴(Doug Basham, 1972년 5월 12일 ~ )는 본명은 라일 더글라스 배스햄 주니어(Lyle Douglas Basham Jr)이다. 미국의 남자 전 프로레슬링선수다. 키는 190cm 몸무게는 111kg이다. 1993년 프로레슬링 입문으로 밝혀지다가 2009년 프로레슬링 은퇴를 하는 사람이다.

## 프로페셔널 레슬링 하이라이트스
- 피니싱 무브 / Finshing moves
  - 다이빙 레그 드롭 / Diving leg drop
  - 라스트 임프레션 (점핑 레그 래리어트) / Last Impression (Jumping leg lariat)
  - 점핑 파일드라이버 / Jumping piledriver

- 시그니처 무브 / Signature moves
  - 다이빙 헤드벗 드롭 / Diving headbutt drop
  - 싱글 레그 보스턴 크랩 / Single leg boston crab
  - 슈퍼 스파인버스터 / Super spinebuster
  - 버티컬 수플렉스 파워슬램 / vertical suplex powerslam
  - 엑스-토네이도 (싯아웃 더블 언더훅 DDT) / X–Tornado (Sitout double underhook DDT)

- 매니저/Managers
  - 크리스티 헤미
  - 샤니콰
  - 니키타
  - 퀸 빅토리아

- 레슬링 트레인드/Wrestlers trained
  - 브록 레스너
  - 대니얼 올리
  - 에릭 앵글
  - 조니 스페이드
  - 닉 딘스모어
  - 랜디 오튼
  - 론 워터먼
  - 쉘턴 벤자민

## 수상
- IPW:UK 월드 태그팀웨이트 챔피언 (1회) - 조엘 레드먼, 마크 하스킨스 앤드 리키 하입
- OVW 월드 헤비웨이트 챔피언 (1회)
- OVW 월드 서던 태그팀웨이트 챔피언 (2회) - 플래쉬 플래너건 (1회), 다마자 (1회)
- PWI 랭크드 힘 #51 오브 더 탑 500 싱글즈 레슬링 인 더 PWI 500 인 2003
- 언디스퓨티드 브리티쉬 월드 태그팀웨이트 챔피언 (1회) - 이에스틴 리스, 조엘 레드먼, 마크 하스킨스 앤드 리키 하입
- WWE 월드 스맥다운 태그팀 챔피언 (구 버전) (2회) - 대니 바샴